# Synagoge Bühl (Baden)

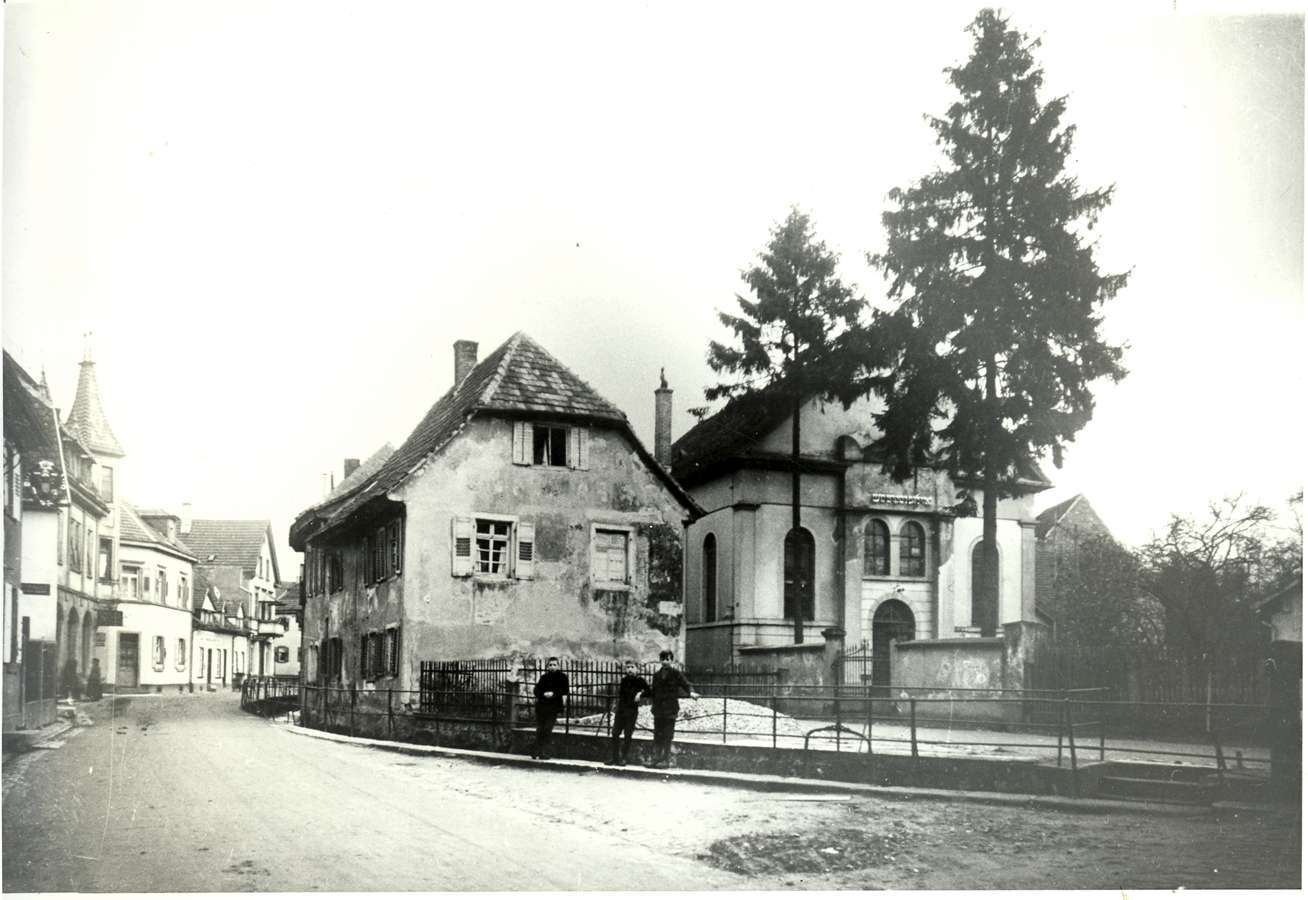
Synagoge in Bühl (rechts) und die jüdische Schule links daneben (Aufnahme von 1930)

Die Synagoge in Bühl, einer Stadt im Landkreis Rastatt in Baden-Württemberg, wurde 1823 errichtet. Die Synagoge am Johannesplatz 10 wurde am 10. November 1938 in Brand gesteckt und die Brandruine danach abgebrochen.

## Geschichte
Im Jahr 1821 begann die Jüdische Gemeinde Bühl mit Planungen für eine neue Synagoge. Da der Gemeinde gleichzeitig vom Bezirksamt aufgetragen wurde, ein neues rituelles Bad (Mikwe) zu bauen, verschob sich der Baubeginn. Die Synagoge wurde 1823 nach den Plänen des Architekten J. Wagner aus Baden-Baden errichtet. Es wurde ein repräsentatives Gebäude erstellt, dessen klassizistische Fassade sich aus der umliegenden Wohnbebauung heraushob.

### Zeit des Nationalsozialismus
Bereits 1930 wurden die Außenwände der Synagoge wiederholt mit Hakenkreuzen beschmiert. Im Jahr 1935 stiegen vier Männer aus Bühl nachts über die Mauer des Synagogenhofes und drangen durch ein Fenster in die Synagoge ein. Sie rissen den Vorhang vor dem Toraschrein herunter und holten die Schriftrollen aus den Toramänteln, ebenso beschädigten sie das Harmonium auf der Empore. Sie trugen die Torarollen und Gebetbücher auf das benachbarte Grundstück und versuchten alles anzuzünden, was ihnen nicht gelang. Der gefasste Haupttäter wurde mit elf Monaten Gefängnis bestraft. 
Beim Novemberpogrom 1938 wurde die Synagoge am Vormittag des 10. November angezündet. Die Feuerwehr war angewiesen worden, nur die Nachbargebäude zu schützen. Einige Tage nach der Zerstörung der Synagoge ließ die Stadtverwaltung die Brandruine und das Gebäude der jüdischen Schule abtragen. Die Kosten von 1400 Mark musste die jüdische Gemeinde bezahlen, was sie nur durch den Verkauf des Synagogengrundstücks konnte.

## Gedenken
Das Synagogengrundstück wurde 1983 neu überbaut. Am 10. November 1983 wurde vom damaligen Oberbürgermeister Ulrich Wendt und Repräsentanten des Oberrates der Israeliten in Baden ein Gedenkstein zur Erinnerung an die Synagoge enthüllt.